# Fondation Alavi

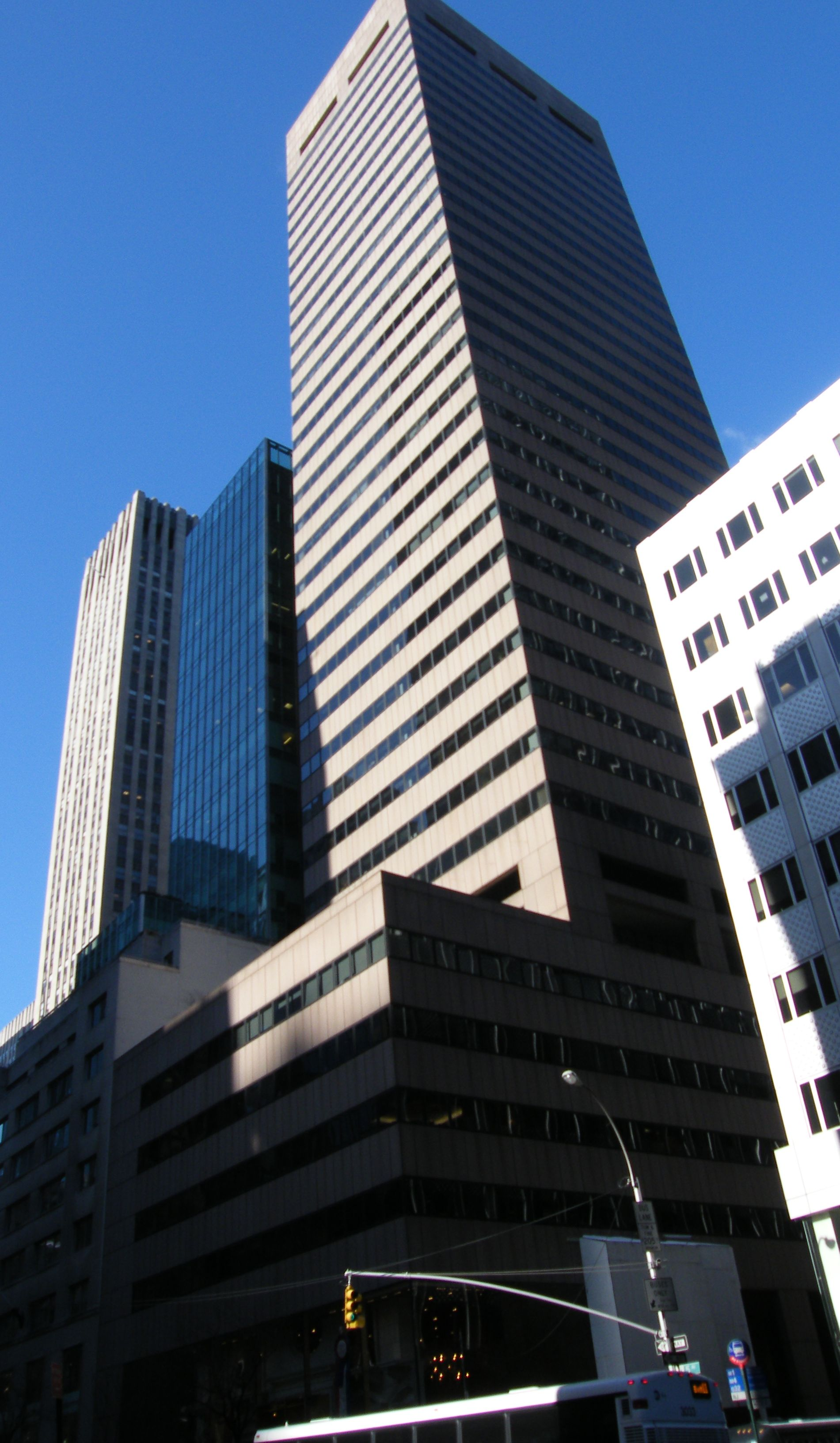
650 Ffith Avenue, gratte-ciel new-yorkais abritant le siège de l'organisation, revendiqué comme étant détenue par la Fondation

La Fondation Alavi est une organisation à but non lucratif basée aux États-Unis.
Son siège se trouve à la suite 2406 de 650 Ffith Avenue à Midtown Manhattan.

## Histoire
La Fondation Alavi est l'organisation successeure de la Fondation Pahlavi, une organisation à but non lucratif utilisée par le Shah Mohammad Reza Pahlavi pour faire progresser les intérêts de bienfaisance de l'Iran en Amérique. La plupart des revenus de l'organisme de bienfaisance provinrent de la collecte de la location au Piaget Building, un gratte-ciel sur la Cinquième Avenue à New York. Le bâtiment fut construit en 1978 pour le Shah, qui fut renversé en 1979.
En novembre 2009, les procureurs fédéraux aux États-Unis saisirent ses biens. La saisie des biens comprennent les comptes bancaires pour des centres Islamiques dont des écoles et des mosquées dans la ville de New York, du Maryland, de la Californie et de Houston; plus de 100 acres (0.40 km2) , en Virginie; et le Piaget Building, une tour de bureaux en verre de 36 étages à New York.
Sans les revenus de la location du gratte-ciel, la Fondation Alavi n'aurait presque aucun moyen de continuer à soutenir les centres Islamiques, qui finance des écoles et des mosquées. Le plus récent enregistrement de l'impôt montra que la fondation avait reçu 4,5 millions de dollars de loyers en 2007.
Des chercheurs firent remarquer qu'ils connaissaient peu de cas dans l'histoire des États-Unis dans lequel les autorités avaient saisi une maison de culte pour l'application de la loi. Marc Stern, une experte liberto-religieuse avec le Congrès Juif Américain, fit remarquer que ce cas était extrêmement rare. Le 18 avril 2014, la Piaget Building fut saisi par les autorités en raison de liens présumés de la fondation avec le gouvernement Iranien, invoquant la violation des sanctions Américaines contre Téhéran.

## Buts
La Fondation Alavi :
- Accorde des subventions de l'argent aux universités américaines, y compris l'Université de Columbia et de l'Université Rutgers pour financer les centres d'études Persanes et Moyen-Orientales. Les critiques affirment que ces centres emploient des professeurs "sympathisants" de la république Islamique d'Iran[8].
- Encourage les universités d'Amérique du Nord à donner des cours sur la langue persane, les études Iraniennes et la culture Islamique - avec l'accent sur les études chiites ;
- Prend en charge les écoles persanes de week-end à travers les États-Unis qui lient les irano-américains à leur héritage perse ;
- Soutient les centres Islamiques qui ont été mis en place et sont utilisés par les communautés musulmanes à travers les États-Unis;
- Créée un programme de distribution de livres pour ceux qui ne peuvent pas acheter ces livres eux-mêmes ;
- Fournit des fonds de secours en cas de catastrophe de projets ;
- Fournit des fonds pour soutenir les arts persans et islamiques ;
- Fournit des fonds soutenant la recherche scientifique des projets d'études iraniens et islamiques/chiites ; et
- A un programme de prêts aux étudiants[9].